# WORT

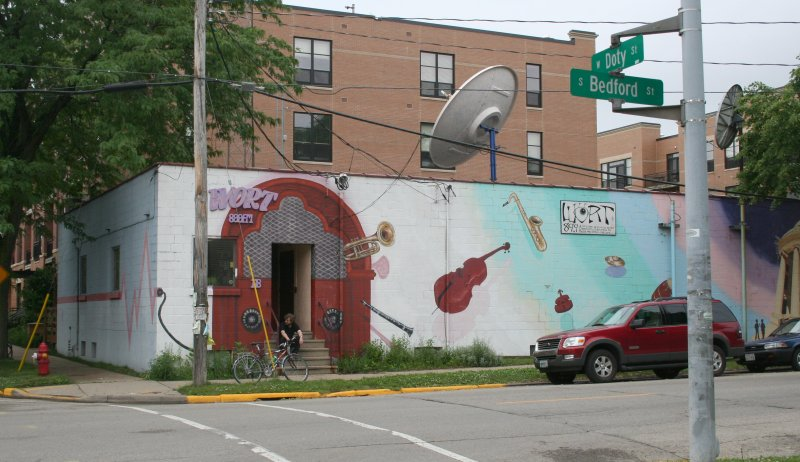
Gebäude des Studios von WORT in Madison

WORT-FM ist eine Public Radio Station in Madison, Wisconsin. Die Station sendet auf UKW 89.9 MHz mit 2 kW. WORTs Signal erreicht eine Zuhörerschaft im Umkreis von 50 Meilen um Madison. Seit 2006 streamt WORT auch ins Netz.
Die von Hörern finanzierte Community-Radiostation sendet aus der Bedford Street in Madison ein vielfältiges Programm.